# Campoletis oxylus
Campoletis oxylus là một loài tò vò trong họ Ichneumonidae.